# キンクス・サイズ
キンクス・サイズ(Kinks-Size)は、1965年にリリースされたキンクスのアルバム。アメリカでのセカンド・アルバムであり、イギリス盤EP「Kinksize Session」を中心に編集された。

## 曲目
特筆無い限り、レイ・デイヴィス作詞・作曲。
1. ウェイティング・フォー・ユー - Tired of Waiting for You
2. ルイ・ルイ - Louie, Louie (Richard Berry)
3. アイヴ・ガット・ザット・フィーリング - I've Got That Feeling
4. リヴェンジ - Revenge (R. Davies, L. Page)
5. アイ・ガッタ・ムーヴ - I Gotta Move
6. シングス・アー・ゲッティング・ベター - Things Are Getting Better
7. アイ・ガッタ・ゴー・ナウ - I Gotta Go Now
8. アイム・ア・ラヴァー・ノット・ア・ファイター - I'm A Lover Not A Fighter (J. Miller)
9. カム・オン・ナウ - Come on Now
10. オール・オブ・ザ・ナイト - All Day and All of the Night